# Robert W. Field
Robert Warren Field (* 13. Juni 1944 in Wilmington, Delaware) ist ein US-amerikanischer Chemiker, der sich mit Laserspektroskopie und Molekularphysik befasst.
Field studierte Chemie am Amherst College mit dem Bachelor-Abschluss magna cum laude 1965 und an der Harvard University, wo er 1971 seinen Master-Abschluss machte und im selben Jahr bei William A. Klemperer mit dem Thema Spectroscopy and perturbation analysis in excited states of CO and CS promoviert wurde. Als Post-Doktorand war er 1971 bis 1974 an der University of California, Santa Barbara, bei Herbert P. Broida und D. O. Harris. 1974 wurde er Assistant Professor, 1978 Associate Professor und 1982 Professor für Chemie am Massachusetts Institute of Technology. Seit 1999 ist er dort Haslam and Dewey Professor für Chemie.
Er entwickelte neue laserspektroskopische Verfahren wie Stimulated Emission Pumping (SEP). Durch Anwendung auf hochangeregte Schwingungszustände polyatomarer Moleküle fand er mit James L. Kinsey und Robert J. Silbey erste Hinweise auf Quantenchaos in isolierten einzelnen Molekülen. Er ist Fellow der American Physical Society (1981), der American Academy of Arts and Sciences (1998), der American Association for the Advancement of Science (2002), der Optical Society of America (1994), der Royal Society of Chemistry (2009) und Mitglied der National Academy of Sciences.
1980 erhielt er den Herbert P. Broida Preis, 1988 den Earle K. Plyler Prize, 1990 den Ellis Lippincott Award, 1996 den William F. Meggers Award und 2006 den Bomem-Michelson Award. 2011 erhielt er einen Humboldt-Forschungspreis. 1975 bis 1977 war er Sloan Fellow.
2009 erhielt er den Arthur-L.-Schawlow-Preis für Laserphysik für Pionierarbeiten zur Entwicklung und Anwendung der Laserspektroskopie mit mehrfachen Resonanzen und effektiver Modell-Hamiltonoperatoren, die grundlegende Mechanismen des Bruchs chemischer Bindungen, Umordnung von Elektronen in Molekülen, Neuverteilung intramolekularer Schwingungen und unimolekulare Isomerisierung aufdeckten.

## Schriften
- mit Hélène Lefebvre-Brion: Perturbations in the Spectra of Diatomic Molecules, Academic Press 1986
- mit Hélène Lefebvre-Brion: The Spectra and Dynamics of Diatomic Molecules, Elsevier 2004